# Olympia (stadio)
L'Olympia è uno stadio calcistico di Helsingborg, ed è lo stadio che ospita le partite giocate in casa dell'Helsingborgs IF. Costruito nel 1898 e ristrutturato più volte, può ospitare fino a 16 500 spettatori.
Il record di maggior affluenza risale al 14 maggio 1954, quando 26 154 persone occorsero ad assistere all'incontro fra Helsingborgs IF e Malmö FF.
Qui si sono disputate due partite dei Mondiali di calcio del 1958, rispettivamente Germania-Cecoslovacchia terminata sul 2-2 e Cecoslovacchia-Argentina finita 6-1. Inoltre si sono giocate qui sette partite dei Mondiali femminili di calcio del 1995.
Nel suo stadio di casa, il 9 agosto 2000, l'Helsingborg batté l'Inter per 1-0, qualificandosi poi alla fase a gironi della Coppa dei Campioni 2000-2001, giocando qui le gare interne contro Bayern Monaco, Paris Saint-Germain e Rosenborg.
Nel 2002 l'Olympia ha ospitato tre incontri del Campionato europeo femminile Under 19 di calcio, inclusa la finale, vinta dalla Germania sulla Francia.
Nel 2009 l'Olympia ha ospitato anche quattro incontri dei Campionati europei Under-21 di calcio, tra cui una semifinale.
Nonostante i vari ammodernamenti apportati nel corso degli anni, nell'ottobre 2014 è stato ufficializzato un rinnovamento quasi totale dell'impianto: i lavori, che stando alle dichiarazioni iniziali hanno avuto un costo previsto di 408 milioni di corone svedesi, sono stati ultimati nel 2017.

## Campionato mondiale di calcio 1958

### Gruppo 1
| Arbitro: | Ellis |

|                      |           |                             |
| Schäfer 60’ Rahn 71’ | Marcatori | 24’ (rig.) Dvořák 42’ Zikán |

| Arbitro: | Ellis |

|                                                      |           |                     |
| Dvořák 8’ Zikán 17’ 39’ Feureisl 68’ Hovorka 81’ 89’ | Marcatori | 64’ (rig.) Corbatta |

## Campionato mondiale femminile di calcio 1995

### Gruppo A
| Arbitro: | Sonia Denoncourt |

|  |           |            |
|  | Marcatori | 37’ Roseli |

| Arbitro: | Linda May Black |

|                                                 |           |                             |
| Andersson 65’ (rig.) Andersson 86’ Sundhage 80’ | Marcatori | 9’ (rig.) Wiegmann 42’ Lohn |

### Gruppo B
| Arbitro: | Eva Oedlund |

|                                                    |           |                             |
| Coultard 51’ (rig.) Coultard 85’ Spacey 76’ (rig.) | Marcatori | 87’ Stoumbos 90+1’ Donnelly |

| Arbitro: | Pirom Un-prasert |

|                                    |           |                                      |
| Nwadike 26’ Avre 60’ Okoroafor 77’ | Marcatori | 12’ Burtini 55’ Burtini 20’ Donnelly |

### Gruppo C
| Arbitro: | Pirm Un-prasert |

|                                                          |           |                |
| Foudy 69’ Fawcett 72’ Overbeck 90+2’ (rig.) Keller 90+4’ | Marcatori | 54’ Casagrande |

### Quarti di finale
| Arbitro: | Sonia Denoncourt |

|                    |           |            |
| Kalte 90+3’ (rig.) | Marcatori | 29’ Sun Q. |

### Semifinali
| Arbitro: | Petros Mathabela |

|              |           |  |
| Wiegmann 88’ | Marcatori |  |

## Campionato europeo di calcio Under-21 2009

### Girone A
| Helsingborg 16 giugno 2009, ore 20:45 CEST | Italia        | 0 – 0 referto | Serbia | Olympia (7 158 spett.)\| Arbitro: \| Pedro Proença \| |
| Arbitro:                                   | Pedro Proença |               |        |                                                       |

| Arbitro: | Tony Chapron |

|              |           |                               |
| Toivonen 89’ | Marcatori | 23’ Balotelli 54’ Acquafresca |

| Arbitro: | Claudio Circhetta |

|             |           |                              |
| Kislyak 45’ | Marcatori | 45+3’ (rig.) 75’ Acquafresca |

### Semifinale
| Arbitro: | Pedro Proença |

|  |           |          |
|  | Marcatori | 48’ Beck |